# Tommy Rose
Thomas „Tommy“ Rose (* 3. Quartal 1872 in Breaston oder 2. Quartal 1875 in Ockbrook; † unbekannt) war ein englischer Fußballspieler.

## Karriere
Der aus der Nähe von Derby stammende Rose spielte Anfang der 1890er als Mittelstürmer für die Langley Mill Rangers und anschließend für Heanor Town. Im Januar 1894 entschied sich Rose, der von mehreren Klubs umworben wurde, für einen Wechsel zu Nottingham Forest, der zum Saisonende erfolgen sollte. Am 17. Januar 1894 traf er in der ersten Hauptrunde des FA Cups 1893/94 mit Heanor Town auf seinen zukünftigen Klub. Forest setzte sich hierbei nach Verlängerung durch einen Treffer des Mittelstürmers John Brodie mit 1:0 durch. Seinen ersten Auftritt bei Nottingham Forest hatte er am 31. März 1894 in einer Partie der United Counties League (ebenso wie Verteidiger J. Cross); die Partie vor 2.000 Zuschauern bei Sheffield United endete mit einem 0:0-Unentschieden. Wenige Tage später kam bei einem 2:0-Erfolg gegen Newton Heath auch erstmals in der Football League First Division zum Einsatz.
Zum Auftakt der Saison 1894/95 erzielte Rose beide Treffer bei einem 2:1-Sieg gegen den FC Burnley, bis Saisonende kam er auf sechs Ligatore (22 Einsätze) und zwei Treffer im FA Cup (2 Einsätze). Im Dezember 1894 übernahm Rose für eine Ligapartie beim Sheffielder Klub The Wednesday die Position im Tor, nachdem Stammtorhüter Dan Allsopp den Zug verpasst hatte. Rose hielt nach Meinung des Berichterstatters bei dem torlosen Unentschieden „wiederholt großartig“. Auch die folgende Saison eröffnete Rose mit einem Doppelpack (5:0 gegen den FC Bury).
Nach der Verpflichtung von David Smellie verlor Rose Ende Oktober 1895 seinen Platz im Team und im November 1895 wurde er von Bulwell United verpflichtet. In der Folge spielte er noch für Ilkeston Town in der Midland League.